# Tango (flamenco)
Pour les articles homonymes, voir Tango.
Le tango est l'un des palos (style de chant) du flamenco.

## Présentation
Le tango flamenco ne doit pas être confondu avec le tango argentin même si l'étymologie du mot tango (danse sud-américaine) est probablement la même que celle du mot tango en tant que palo flamenco. Même si encore il peut être établi de nombreux parallèles entre les musiques et les danses du flamenco et du tango argentin, en un va-et-vient d'influences réciproques depuis le XIXe siècle (peut-être avant), ainsi qu'en témoigne par ailleurs le nom de Cantes de Ida y Vuelta (chants d'aller-retour) donné à un groupe de palos flamencos, voisin du groupe des tangos, et dont les noms sont empruntés à l'aire latino-américaine : guajiras, vidalitas, milongas, rumbas.

## Interprètes célèbres

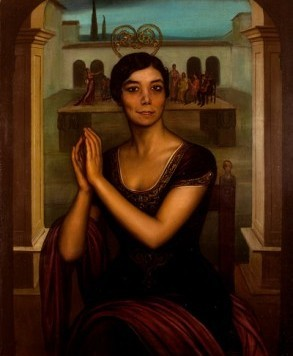
La Niña de los Peines.

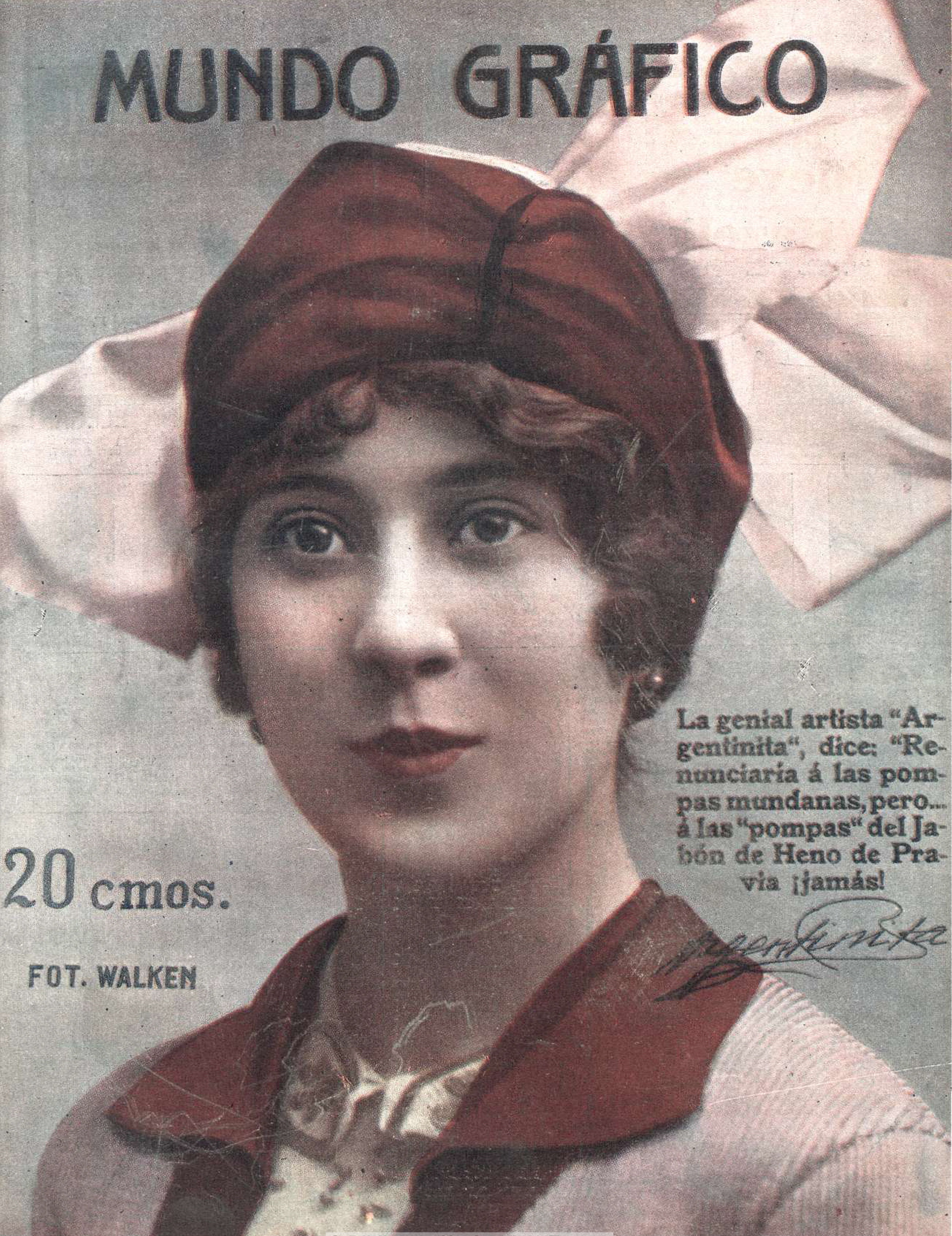
La Argentinita en 1916, magazine Mundo Gráfico.

La Niña de los Peines (Séville, 1890-1969) est une des plus célèbres interprètes de tangos (flamenco),. Un autre chanteur (et guitariste) a marqué ce style au point de donner son nom à une catégorie de tangos : los cantes de El Piyayo (es) (Malaga, 1864-1940).
La Argentinita, autre cantaora, également bailaora et chorégraphe marquante de l'entre-deux guerres, est de même connue pour ses interprétations du tango flamenco.